# 椿莉香
椿莉香（日语：椿りか，1999年6月5日—），日本AV女優。所屬事務所是フォーティーフォーマネジメント。

## 來歷
2017年4月1日以 大島ひな 為藝名在AV界出道。但只拍攝了2作品，之後在川崎的ソープランド工作。
2019年的「風俗総合サイト・ヘブンネットの全国ミスヘブン総選挙2019」中，獲得神奈川部門的第1名，和全國部門的第5名的高評價。
2020年6月13日改名為 椿りか 並重新出道。

## 人物
大島ひな時期為T155cm B89 W59 H88，椿りか時期變為T157cm B88 W55 H84。
東京體育形容體型為「白肌巨乳のドスケベボディ」和「はらませ願望を刺激する丸みを帯びた腰回り」。

## 外部連結
- 椿りか - MOODYZ公式サイト （页面存档备份，存于）
- 椿りか - Fitch公式サイト （页面存档备份，存于）
- 椿莉香的X（前Twitter）